# Sannicandro di Bari
Sannicandro di Bari – miejscowość i gmina we Włoszech, w regionie Apulia, w prowincji Bari.
Według danych na styczeń 2009 gminę zamieszkiwało 9757 osób przy gęstości zaludnienia 174,2 os./1 km².